# Derman Druha
Derman Druha (ukrainisch Дермань Друга; russisch Дермань Вторая Derman Wtoraja, polnisch Dermań) ist ein Dorf im Süden der ukrainischen Oblast Riwne mit etwa 985 Einwohnern (2019).

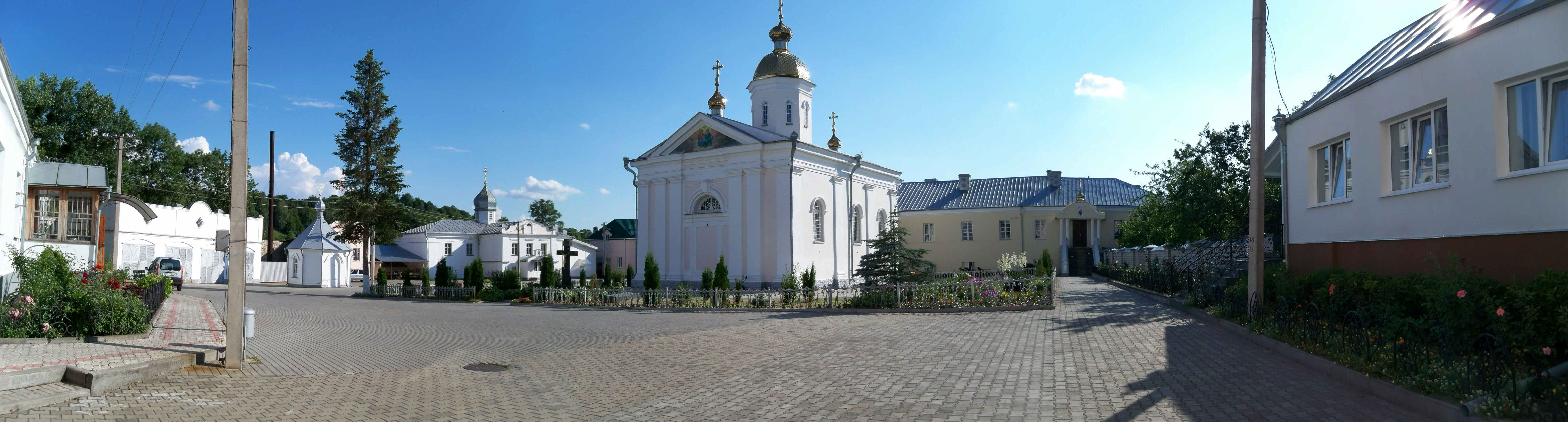
Klostergebäude beim Ort

Das 1497 gegründete Dorf liegt an der Territorialstraße T–18–25 24 km südlich vom ehemaligen Rajonzentrum Sdolbuniw und etwa 40 km südlich der Oblasthauptstadt Riwne.
Nahe beim Dorf befindet sich das Dreifaltigkeitskloster Derman.

## Geschichte
Der Ort lag zunächst in der Adelsrepublik Polen-Litauen (Woiwodschaft Wolhynien), nach der 3. Teilung Polens kam der Ort 1795 zum Russischen Reich in das Gouvernement Wolhynien. Nach dem Ende des Ersten Weltkrieges wurde der Ort ein Teil der Zweiten Polnischen Republik (Woiwodschaft Wolhynien). Nach dem Ausbruch des Zweiten Weltkrieges wurde das Gebiet durch die Sowjetunion und ab 1941 durch Deutschland besetzt, 1945 von der Roten Armee zurückerobert und in die Ukrainische SSR eingegliedert. Seit der Unabhängigkeit der Ukraine 1991 ist Derman Druha ein Teil derselben.
Zwischen dem 7. März 1946 und dem 16. Juni 1988 trug der Ort den Namen Ustenske Druhe (Устенське Друге).
Am 12. Juni 2020 wurde das Dorf ein Teil der neugegründeten Siedlungsgemeinde Misotsch, bis dahin bildete das Dorf die gleichnamige Landratsgemeinde Derman Druha (Дерманська Друга сільська рада/Dermanska Druha silska rada) im Südosten des Rajons Sdolbuniw.
Am 17. Juli 2020 wurde der Ort Teil des Rajons Riwne.

## Persönlichkeiten
Am 20. März 1905 kam im Dorf der ukrainische Schriftsteller, Journalist und Essayist Ulas Samtschuk († 1987) zur Welt.